# Тиуи, Родриго
Родриго Банифацио Да Роша Тиуи (порт.-браз. Rodrigo Banifacío Da Rosa Tiuí; 4 декабря 1985, Табоан-да-Серра, Бразилия) — бразильский футболист, нападающий.

## Биография
Родриго начал заниматься футболом в Рио-де-Жанейро, в школе футбольного клуба «Флуминенсе», где также дебютировал как профессиональный футболист.
Играл в Бразилии за «Флуминенсе» и «Сантос». На один сезон был отдан в аренду клубу «Нороэсте», выступающему в Лиге Паулиста. Вызывался в молодёжную сборную Бразилии (до 20 лет).
В 2007 году за 1 млн евро права на футболиста выкупил португальский клуб «Спортинг» из города Лиссабон. В «Спортинге» он выполнял роль дублера и в основном составе команды закрепиться не смог.
В 2009 году было принято решение расторгнуть контракт с футболистом, на правах свободного агента Родриго вернулся на родину, где подписал контракт с клубом бразильской серии A «Атлетико Паранаэнсе».
В конце лета 2010 года за 300 тысяч евро был куплен грозненским клубом «Терек».
В чемпионате России дебютировал 12 сентября в рамках 20-го тура против московского «Динамо», выйдя на замену на 77 минуте вместо Шамиля Асильдарова.

## Достижения
«Флуминенсе»
- Обладатель Кубка Бразилии: 2007
- Чемпион штата Рио-де-Жанейро: 2005

 «Сантос»
- Чемпион штата Сан-Паулу: 2006

 «Спортинг»
- Обладатель Кубка Португалии: 2008
- Обладатель Суперкубка Португалии: 2008

 «Атлетико Гоияниенсе»
- Чемпион штата Гояс: 2007

 «Атлетико Паранаэнсе»
- Чемпион штата Парана: 2009

 «Бразильенсе»
- Чемпион Федерального округа: 2013